# Thyriscus anoplus
Thyriscus anoplus és una espècie de peix pertanyent a la família dels còtids i l'única del gènere Thyriscus. Va ser descrit per Charles Henry Gilbert i Charles Victor Burke.

## Descripció
Fa 14,5 cm de llargària màxima (normalment, en fa 11) i 35 g de pes.

## Hàbitat
És un peix marí, demersal i de clima polar (2 °C-4 °C; 50°N-47°N) que viu entre 100-800 m de fondària (normalment, entre 300 i 400).

## Distribució geogràfica
Es troba al Pacífic nord: el nord de les illes Kurils, el mar de Bering i les illes Aleutianes.

## Longevitat
Té una esperança de vida de sis anys.

## Observacions
És inofensiu per als humans.